# 瓦胡奇纹蛤
是笋螂目波浪蛤科Allogramma属的一种。主要分布于台湾，常栖息在水深52米的软泥底。